# Cantó de Clelles
El cantó de Clelles era una divisió administrativa francesa del departament de la Isèra, situat al districte de Grenoble. Comptava amb 8 municipis i el cap era Clelles. Va desaparèixer el 2015.

## Municipis
- Chichilianne
- Clelles
- Lalley
- Le Monestier-du-Percy
- Percy
- Saint-Martin-de-Clelles
- Saint-Maurice-en-Trièves
- Saint-Michel-les-Portes

## Història
| Data d'elecció                           | Identitat    | Partit                     | Qualitat |
| ---------------------------------------- | ------------ | -------------------------- | -------- |
| 1949-1961                                | M. Corréard  | MRP                        |          |
| 1961-1967                                | M. Roche     | Divers droite              |          |
| 1967-1989                                | M. Riboud    | Divers gauche, després UDF |          |
| 1989-2015                                | Pierre Gimel | RPR, després UMP           |          |
| les dades anteriors no són pas conegudes |              |                            |          |
|                                          |              |                            |          |

## Demografia
| 1962  | 1968  | 1975  | 1982  | 1990  | 1999  | 2007  |
| ----- | ----- | ----- | ----- | ----- | ----- | ----- |
| 1.185 | 1.315 | 1.194 | 1.289 | 1.312 | 1.469 | 1.813 |